# Славена (бира)
Вижте пояснителната страница за други значения на Славена.
Славена е търговска марка българска бира, тип лагер, която се произвежда от пивоварната „Каменица“АД, гр.Пловдив, собственост на американо-канадската пивоварна компания „Molson Coors“.

## История
Бирата „Славена“ е най-новата марка в портфолиото на „Каменица“ АД. Тя излиза на пазара през декември 2000 г.и е позиционирана в ниския ценови сегмент. Слоганът на марката е „Времето лети... със Славена“
Името „Славена“ е красиво женско име, със славянски произход. Асоциацията със славяните не е случайна, тъй като те са известни като едни от първите майстори пивовари в Европа.
Още през 2001 г., първата година след появата ѝ на българския пазар, продажбите на бира „Славена“ достигат 6 % пазарен дял.

## Характеристика и асортимент
Бирата „Славена“ се отличава със светлокехлибарен цвят, свежест, пивкост, и лек хмелов аромат.
„Славена светло“ е светла лагер бира, която се прави от вода, ечемичен малц, хмел и бирена мая. Екстрактно съдържание 9.8° P, алкохолно съдържание 3,4 % об. Предлага се в стъклени бутилки от 0,5 л. и РЕТ бутилки от 2 и 2,5 л.